# 法学教室
『法学教室』（ほうがくきょうしつ）は、有斐閣から刊行されている日本の月刊法律雑誌。1980年に法学部学生向けの法律雑誌として創刊された。法科大学院時代を迎えて、2004年4月号より特集中心の構成から、連載中心の構成にリニューアルしている。

## 概要
法科大学院を目指す法学部学生をメインターゲットにしているが、法科大学院の学生にも使用されている。学生向けの雑誌といっても法学書院の『受験新報』のように司法試験対策のテクニック的な記事はなく、日本評論社の『法学セミナー』と同じくあくまでも学問・社会科学としての法学を身につけるための雑誌となっているところが特徴である。
ただし、新司法試験についてだけは、サンプル問題とプレテストについて長谷部恭男や佐伯仁志などの著名な学者による座談会を組んだり、石川敏行、潮見佳男、弥永真生、伊藤眞教授らに解説・答案例を執筆してもらうという異例の措置をとったことがある。
大部分の連載は単行本化されており、加藤雅信の『新民法大系』、内藤謙の『刑法講義総論』、田宮裕の『刑事訴訟法』などの体系書や、弥永真生の『演習会社法』、芦部信喜の『演習憲法』などの演習書、その他高橋宏志の『重点講義民事訴訟法』『エキサイティング民事訴訟法』など、連載を読んでいない学生にも広く使われる書籍が発行されている。
なお、創刊号から続く巻頭言には毎月著名な学者が雑記を執筆している。創刊号の執筆者は芦部信喜。

## 主な内容
- 【巻頭言】…学者によるエッセイ
- 【基礎講座】…体系的な連載。「基礎講座」とされているが、『重点講義民事訴訟法』の元となる「民事訴訟法講義ノート」がここで連載されていたように、けっして平易ではない。
- 【論点講座】…論点について深く解説する。2004年4月号から新設。長谷部恭男の『Interactive憲法』などが既に単行本化されている。
- 【判例講座】…基本判例についての検討、ケースメソッド方式の演習がある。
- 【展開講座】…いわゆる新司法試験必須科目以外の科目や医療訴訟などの先端法学を扱っている。
- 【演習】…新司法試験必須科目の7科目と選択科目1科目（2007年7月時点では国際私法と経済法）を連載。